# Brad William Henke
Brad William Henke (Columbus (Nebraska), 10 april 1966 – aldaar, 29 november 2022) was een Amerikaans acteur.

## Prijzen
- 2009 Chicago International Film Festival in de categorie Beste Optreden door een Cast met de korte film Short Term 12 – gewonnen.
- 2008 Sundance Film Festival in de categorie Speciale Jury Prijs met de film Choke – gewonnen.
- 2006 Chlotrudis Awards in de categorie Best Cast met de film Me and You and Everyone We Know – gewonnen.

## Filmografie

### Films
Uitgezonderd korte films.
- 2022 Block Party Juneteenth - als Buddy Frank
- 2022 The Ray - als Billings
- 2020 The Crime Boss - als Thomas
- 2019 Inherit the Viper - als Tedd Wallace
- 2019 Wounds - als Eric
- 2018 Cold Brook - als Chip
- 2017 Untitled Jenny Lumet Project - als Tucker
- 2017 Bright - als Dorghu
- 2017 The Tank - als Dane Hankeard
- 2016 Split - als oom John
- 2016 Pee-wee's Big Holiday - als Grizzlybeer Daniels
- 2015 Pure Love - als rechercheur Dillard
- 2014 Fury - als sergeant Davis
- 2014 Draft Day - als Tony 'Bagel' Bagli
- 2013 Pacific Rim – als Miles
- 2013 jOBS – als Paul Terrell
- 2013 The Frozen Ground – als Carl Galenski
- 2012 Struck by Lightning – als schoolhoofd
- 2012 I Am Not a Hipster – als Bradley Haines
- 2011 Magic Valley – als Jerry Garabrant
- 2011 The Trouble with Bliss – als Steven Jouseski
- 2010 The Space Between – als Will
- 2009 One Way to Valhalla – als Glenn
- 2009 Solving Charlie – als Tom Taylor
- 2008 Around June – als Henry
- 2008 Choke – als Denny
- 2006 Altered – als Duke
- 2006 Hollywoodland – als Russ Taylor
- 2006 World Trade Center – als broer van Allison
- 2006 SherryBaby – als Bobby Swanson
- 2005 North Country – als Lattavansky
- 2005 The Zodiac – als Bill Gregory
- 2005 Must Love Dogs – als Leo
- 2005 The Moguls – als Ron
- 2005 Me and You and Everyone We Know – als Andrew
- 2004 The Assassination of Richard Nixon – als Martin Jones
- 2003 Love Object – als Dotson
- 2000 Gone in 60 Seconds – als ??
- 1999 The Thirteenth Floor – als politieagent
- 1999 Dill Scallion – als barkeeper
- 1998 Sugar: The Fall of the West – als ??
- 1996 Space Jam – als Sterrenvanger
- 1996 The Fan – als Tjader
- 1996 Mr. Wrong – als Bob

### Televisieseries
Uitgezonderd eenmalige gastrollen.
- 2020 - 2021 The Stand - als Tom Cullen - 6 afl.
- 2020 Manhunt - als Big John - 6 afl.
- 2016 - 2018 Orange Is the New Black - als Desi Piscatella - 26 afl.
- 2017 Sneaky Pete - als Brendon - 6 afl.
- 2013 - 2014 The Bridge - als Jim Dobbs - 4 afl.
- 2011 Justified – als Coover Bennett – 7 afl.
- 2011 The Chicago Code – als Ernie Moosekian – 3 afl.
- 2009 – 2010 Lost – als Bram – 6 afl.
- 2007 – 2008 October Road – als Owen Rowan – 19 afl.
- 2006 Dexter – als Tony Tucci – 4 afl.
- 2002 Judging Amy – als detective Chris Cross – 2 afl.
- 2001 – 2002 Going to California – als Henry Ungalow – 20 afl.
- 2000 – 2001 Nikki – als Thor – 17 afl.